# Vyhlazení
Vyhlazení je čtvrté řadové album kapely Debustrol. Instrumentálně je album návrat k thrash metalu.

## Seznam skladeb
1. Vyhlazení
2. Papež vrah?
3. Myzofiliak
4. Noc husí kůže
5. Zemřelci
6. Vražda, smrt, zabití
7. Pocit druhého konce lana
8. Stopař
9. Hyenizmus
10. Zločin a nevinnosti
11. Síla bouře

## Album bylo nahráno ve složení
- Kolins – kytara, zpěv
- Trifid – kytara
- Cizák – baskytara
- Herr Miler – bicí